# World Athletics Relays 2021

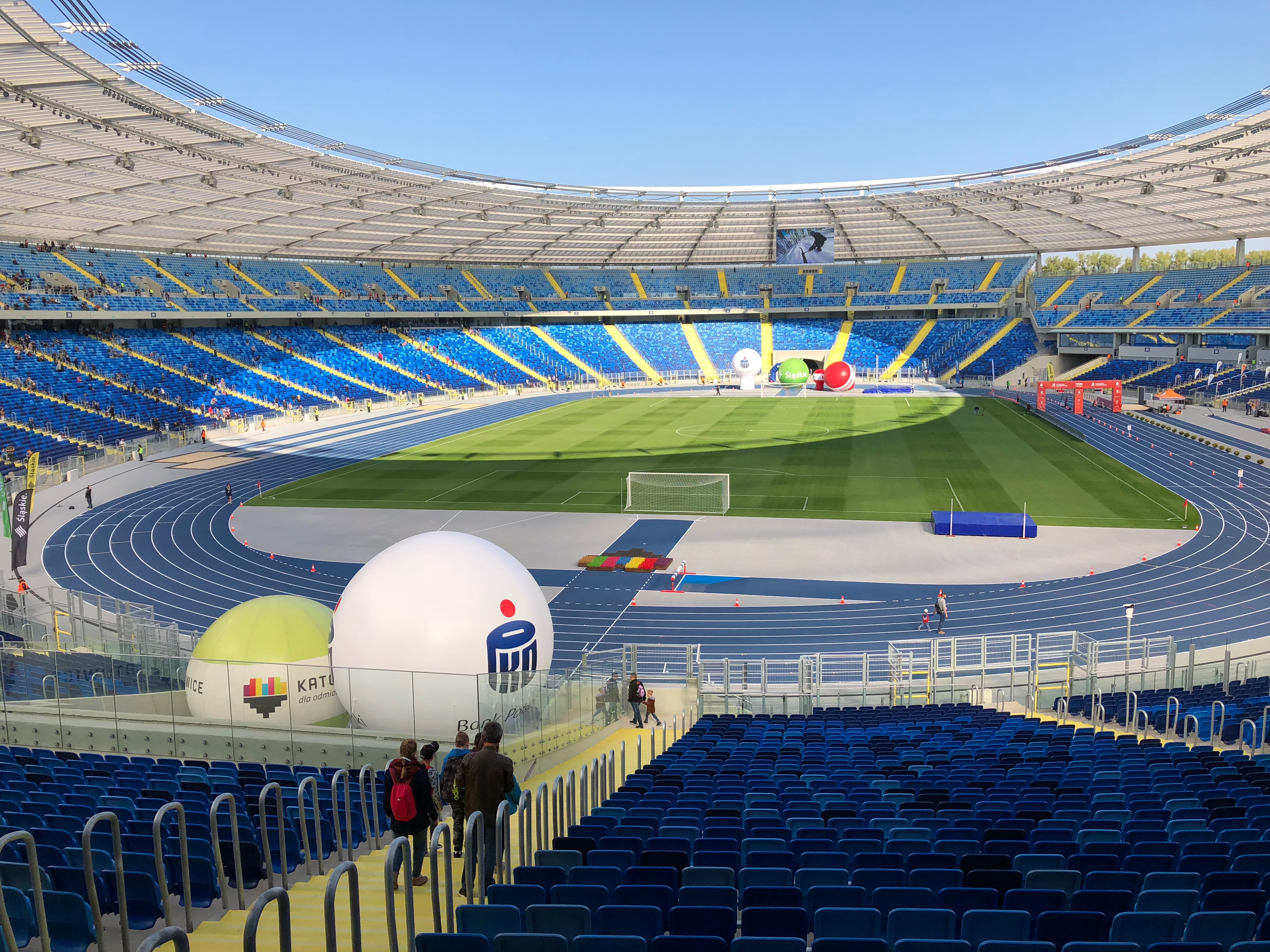
Śląskistadion in Chorzów.

De World Athletics Relays 2021 was de vijfde editie van dit atletiekevenement voor estafette onderdelen dat door de overkoepelende wereldbond World Athletics (voorheen IAAF) werd georganiseerd in het Śląskistadion in Chorzów, Polen op 1 en 2 mei 2021.

## Westrijdrooster
Door het afzeggen van verschillende landenteams waren aanpassingen in het rooster nodig en vervielen de kwalificatierondes van sommige onderdelen. Deze zijn hieronder met een doorstreping gemarkeerd.
| 18:30 | Horde-estafette gemengd | Kwalificatie |
| 19:00 | 4×400 m vrouwen         | Kwalificatie |
| 19:35 | 4×400 m mannen          | Kwalificatie |
| 20:08 | 4×100 m vrouwen         | Kwalificatie |
| 20:39 | 4×100 m mannen          | Kwalificatie |
| 21:08 | 2×2×400 m gemengd       | Finale       |
| 21:22 | 4×400 m gemengd         | Kwalificatie |
| 21:58 | Horde-estafette gemengd | Finale       |

| 18:30 | 4×200 m vrouwen | Kwalificatie |
| 18:55 | 4×200 m mannen  | Kwalificatie |
| 19:20 | 4×400 m gemengd | Finale       |
| 19:35 | 4×100 m mannen  | Finale       |
| 19:46 | 4×100 m vrouwen | Finale       |
| 19:59 | 4×200 m vrouwen | Finale       |
| 20:13 | 4×200 m mannen  | Finale       |
| 20:26 | 4×400 m vrouwen | Finale       |
| 20:42 | 4×400 m mannen  | Finale       |

## Resultaten

### Mannen
| Onderdeel | Goud                                                                      | Goud       | Zilver                                                                  | Zilver     | Brons                                                                           | Brons      |
| --------- | ------------------------------------------------------------------------- | ---------- | ----------------------------------------------------------------------- | ---------- | ------------------------------------------------------------------------------- | ---------- |
| 4 × 100m  | Italië Eseosa Desalu Marcell Jacobs Davide Manenti Filippo Tortu          | 39,21      | Japan Ryuichiro Sakai Ryota Suzuki Daisuke Miyamoto Hiroki Yanagita     | 39,42      | Denemarken Simon Hansen Tazana Kamanga-Dyrbak Kojo Musah Frederik Schou-Nielsen | 39,56      |
| 4 × 200m  | Duitsland Steven Müller Felix Straub Lucas Ansah-Peprah Owen Ansah        | 1.22,43 SB | Kenia Mark Odhiambo Mike Nyang'au Elijah Onkware Mathew Hesborn Ochieng | 1.24,26 SB | Portugal Frederico Curvelo Delvis Santos Diogo Antunes André Prazeres           | 1.24,53 SB |
| 4 × 400m  | Nederland Jochem Dobber Liemarvin Bonevacia Ramsey Angela Tony van Diepen | 3.03,45    | Japan Rikuya Ito Kaito Kawabata Kentaro Sato Aoto Suzuki                | 3.04,45    | Botswana Isaac Makwala Boitumelo Masilo Ditiro Nzamani Leungo Scotch            | 3.04,77    |

### Vrouwen
| Onderdeel | Goud                                                                   | Goud     | Zilver                                                                                | Zilver  | Brons                                                                                    | Brons      |
| --------- | ---------------------------------------------------------------------- | -------- | ------------------------------------------------------------------------------------- | ------- | ---------------------------------------------------------------------------------------- | ---------- |
| 4 × 100m  | Italië Irene Siragusa Gloria Hooper Anna Bongiorni Vittoria Fontana    | 43,79 SB | Polen Magdalena Stefanowicz Klaudia Adamek Katarzyna Sokólska Pia Skrzyszowska        | 44,10   | Nederland Jamile Samuel Dafne Schippers Nadine Visser Naomi Sedney Marije van Hunenstijn | 44,10      |
| 4 × 200m  | Polen Paulina Guzowska Kamila Ciba Klaudia Adamek Marlena Gola         | 1.34,98  | Ierland Aoife Lynch Kate Doherty Sarah Quinn Sophie Becker                            | 1.35,93 | Ecuador Ángela Tenorio Virginia Villalba Marizol Landázuri Anahí Suárez                  | 1.36,86 SB |
| 4 × 400m  | Cuba Zurian Hechavarría Rose Mary Almanza Lisneidy Veitía Roxana Gómez | 3.28,41  | Polen Kornelia Lesiewicz Małgorzata Hołub-Kowalik Karolina Łozowska Natalia Kaczmarek | 3.28,81 | Verenigd Koninkrijk Laviai Nielsen Ama Pipi Emily Diamond Jessie Knight                  | 3.29,27    |

### Gemengd

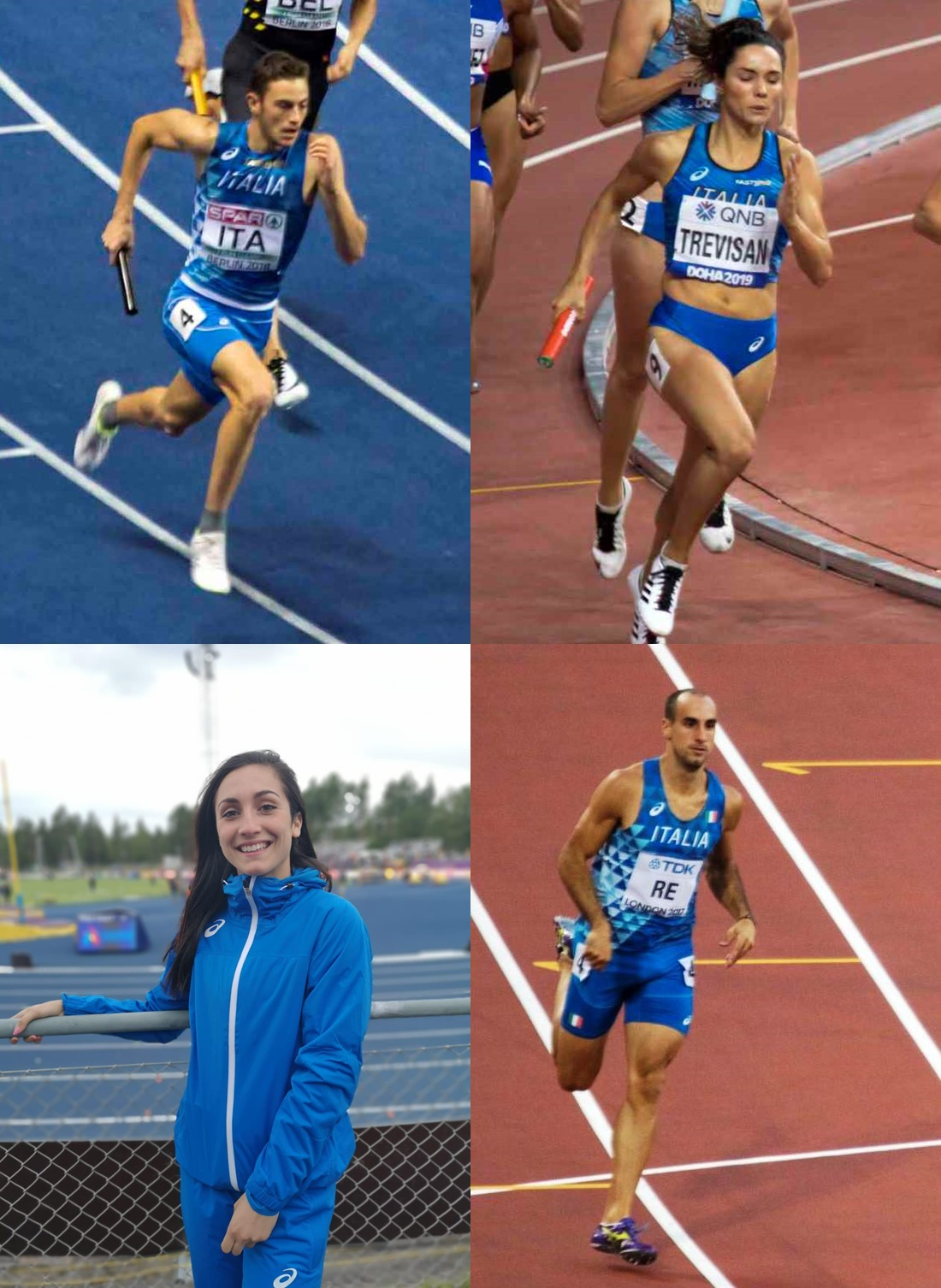
Italië won de 4×400m gemengd met Scotti, Trevisan, Mangione en Re.

| Onderdeel       | Goud                                                                | Goud    | Zilver                                                                       | Zilver  | Brons                                                                                       | Brons   |
| --------------- | ------------------------------------------------------------------- | ------- | ---------------------------------------------------------------------------- | ------- | ------------------------------------------------------------------------------------------- | ------- |
| 4 × 400m        | Italië Edoardo Scotti Giancarla Trevisan Alice Mangione Davide Re   | 3.16,60 | Brazilië Anderson Henriques Tiffani Marinho Geisa Coutinho Alison dos Santos | 3.17,54 | Dominicaanse Republiek Lidio Féliz Anabel Medina Ventura Marileidy Paulino Alexander Ogando | 3.17,58 |
| 2 × 2 × 400m    | Polen Joanna Jóźwik Patryk Dobek                                    | 3.40,92 | Kenia Naomi Korir Ferguson Rotich                                            | 3.41,79 | Slovenië Anita Horvat Žan Rudolf                                                            | 3.41,95 |
| Horde-estafette | Duitsland Monika Zapalska Erik Balnuweit Anne Weigold Gregor Traber | 56,53   | Polen Zuzanna Hulisz Krzysztof Kiljan Klaudia Wojtunik Damian Czykier        | 56,68   | Kenia Priscilla Tabunda Michael Musyoka Nzuku Nusra Rukia Wiseman Were Mukhobe              | 59,89   |

## Medallespiegel
| Plaats | Land                   | Goud | Zilver | Brons | Totaal |
| 1      | Polen                  | 2    | 3      | 0     | 5      |
| 2      | Italië                 | 2    | 1      | 0     | 3      |
| 3      | Duitsland              | 2    | 0      | 0     | 2      |
| 4      | Nederland              | 1    | 0      | 1     | 2      |
| 5      | Cuba                   | 1    | 0      | 0     | 1      |
| 5      | Zuid-Afrika            | 1    | 0      | 0     | 1      |
| 7      | Kenia                  | 0    | 2      | 1     | 3      |
| 8      | Japan                  | 0    | 1      | 1     | 2      |
| 9      | Brazilië               | 0    | 1      | 0     | 1      |
| 9      | Ierland                | 0    | 1      | 0     | 1      |
| 11     | Botswana               | 0    | 0      | 1     | 1      |
| 11     | Dominicaanse Republiek | 0    | 0      | 1     | 1      |
| 11     | Ecuador                | 0    | 0      | 1     | 1      |
| 11     | Verenigd Koninkrijk    | 0    | 1      | 1     | 1      |
| 11     | Portugal               | 0    | 0      | 1     | 1      |
| 11     | Slovenië               | 0    | 0      | 1     | 1      |
| Totaal | Totaal                 | 9    | 9      | 9     | 27     |

## Deelnemende landen
Aanvankelijk hadden 37 landen zich aangemeld voor deelname aan het toernooi, maar daarvan zouden Canada, India, Jamaica, Nigeria en Trinidad en Tobago zich terugtrekken wegens reisbeperkingen die met de coronapandemie verband hielden. Eerder hadden onder meer Australië, China en de Verenigde Staten laten weten niet aan het toernooi deel te nemen.
- België (12)

 Botswana (21)
- Brazilië (20)

 Canada (26)
 Chili (6)
 Colombia (9)
 Cuba (5)
 Denemarken (12)
 Dominicaanse Republiek (6)
 Ecuador (10)
- Frankrijk (40)
- Duitsland (40)

 Ghana (11)
 India (20)
- Ierland (16)
- Italië (38)

 Jamaica (39)
 Japan (29)
 Kenia (36)
- Nederland (24)

 Nigeria (24)
 Oekraïne (5)
- Polen (44)
- Portugal (16)

 Puerto Rico (5)
- Slowakije (10)
- Slovenië (2)
- Spanje (40)

 Tsjechië (31)
 Trinidad en Tobago (8)
- Turkije (16)

 Verenigd Koninkrijk (16)
 Wit-Rusland (13)
 Zambia (5)
 Zimbabwe (7)
 Zuid-Afrika (16)
- Zwitserland (14)

Nassau 2014 · Nassau 2015 · Nassau 2017 · Yokohama 2019 · Chorzów 2021 · Nassau 2024